# آندره‌آ مزا
آندره‌آ مزا (به انگلیسی: Andrea Meza) با نام کامل آلما آندره‌آ مزا کارمونا (زاده ۱۳ اوت ۱۹۹۴) مدل و ملکه زیبایی مکزیکی است.
او به نمایندگی از مکزیک در مسابقات دوشیزه جهان ۲۰۲۰ شرکت کرد و برنده شد. 